# Nellie Halstead
Nellie Halstead (* 19. September 1910 in Radcliffe; † 11. November 1991 in Bury) war eine britische Leichtathletin und Olympiateilnehmerin.

## Sportliche Erfolge
In den Jahren 1931 und 1932 stellte sie drei Weltrekorde im 400-Meter-Lauf auf. Bei den British Empire Games 1934 in London gewann sie die Bronzemedaille über 200 Yards, hinter der Engländerin Eileen Hiscock und der Kanadierin Aileen Meagher (Silber).
Bei den britischen Meisterschaften gewann Halstead die Goldmedaille über 100 Yards 1931 und im 200-Meter-Lauf gewann sie 1934 die Goldmedaille. Über 440 Yards gewann sie 1931 und 1932 Gold und im 400-Meter-Lauf Gold 1933 und 1937. Im 800-Meter-Lauf gewann sie Gold 1935 und 1938. Im Crosslauf gewann sie Gold 1935 und 1936.
Bei den Olympischen Sommerspielen 1932 in Los Angeles gewann sie die Bronzemedaille im 4-mal-100-Meter-Staffellauf zusammen mit ihren Teamkolleginnen Eileen Hiscock, Gwendoline Porter und Violet Webb, hinter dem Team aus den USA und dem Team aus Kanada.